# Духовная прелесть
Духо́вная пре́лесть (от ст.‑слав. прѣльсть, прелесть — обман, заблуждение, обольщение: от греч. πλάνη) — в соответствии с православным вероучением, «обманчивая святость», сопровождающаяся высшей и очень тонкой формой лести самому себе, самообманом, мечтательностью; также порою гордыней, мнением о своём достоинстве и совершенстве.

## Общие сведения
Игнатий (Брянчанинов) (1807—1867) определяет прелесть как «повреждение естества человеческого ложью» или как «усвоение человеком лжи, принятой им за истину» (там же). Согласно учению Игнатия Брянчининова, все люди в той или иной степени находятся в прелести, а осознание этого, по его словам, «есть величайшее предохранение от прелести». Он также заключает: «Величайшая прелесть — признавать себя свободным от прелести».
Состояние духовной прелести характеризуется тем, что человеку кажется, что он достиг определённых духовных высот вплоть до личной святости. Такое состояние может сопровождаться уверенностью человека в том, что он общается с ангелами или святыми, удостоился видений или даже способен творить чудеса. В состоянии прелести человек очень легко принимает ложь, являющуюся, в соответствии со святоотеческим учением, следствием дьяволского внушения, за истину.
Учение о прелести формируется в византийском богословии. В частности, этот термин раскрывают Григорий Синаит (XIII век), Каллист I Константинопольский и Диадох Фотикийский и др.
Важность учения о духовной прелести состоит в том, что в православной аскетике оно неразрывно связано с учением о молитве (особенно Иисусовой молитве). Духовная прелесть является основной опасностью, подстерегающей христианина (особенно монашествующего), приступившего к молитвенному подвигу.

## Библия о прелести
Иисус говорит о прельщении (сам термин «прелесть» он не использует): «Иисус сказал им в ответ: берегитесь, чтобы кто не прельстил (πλανήσῃ) вас, ибо многие придут под именем Моим, и будут говорить: „я Христос“, и многих прельстят (πλανήσουσι)» (Мф. 24:4-5), «и многие лжепророки восстанут, и прельстят (πλανήσουσι) многих» (Мф. 24:11)
В церковнославянском переводе Библии есть упоминание о прелести и в Ветхом Завете (Быт. 3:13: «змій прельсти мя»), однако в синодальном переводе использовано слово «обольстил» (греч. ἠπάτησέν, то есть иное, чем в Евангелиях).
В своей беседе о прелести игумен Авраам (Рейдман) приводит примеры прельщённых людей из Евангелия: законника, спрашивающего, кто его ближний (Лк. 10:25-37), фарисея из притчи о мытаре и фарисее (Лк. 18:10-14).

## Виды
Выделяют следующие виды духовной прелести:
1. Мнение[7] (самомнение) — ложное представление о своей праведности на основании совершения требуемых действий, которое выражается в тщеславии и хвастовстве[8]. Симптомы: впавший в духовную прелесть присваивает себе достоинства, якобы данные Богом, и/или придумывает для себя несуществующие достоинства. (Например, по православному учению человек не может иметь перед Богом сверхдолжных заслуг[9]).
2. Мечтание (воображение) — видение человеком внутри или вне себя того, чего на самом деле не существует, «ложные душевные переживания»[8]. То есть в течение молитвы человек даёт волю блужданию своей фантазии на тему небесного, и ложную сладость от этого занятия считает посещением благодати и любви Божией за своё усердие[9]. В таком состоянии у него могут быть зрительные, слуховые (например «голоса») и/или обонятельные галлюцинации. Также человек может впадать в эйфорию, сходную с наркотической. В формулировке богослова Кураева: «Человек, искусственно вызвав в себе некие психические переживания, приписывает их к благодатно-благородному происхождению и почитает себя Боговидцем»[10].
3. «Мнимое отсутствие страстей» (нирвана, самадхи)[8]

Встречаются и другие классификации прелести. «Прелесть демонская» (Акафист Илье Пророку, Икос 5), «прелесть мира»(Акафист Иоанну Воину, Икос 6) и «идольская прелесть» (Акафист Гурию, Самону и Авиву, Икос 2).
Феофан, архиепископ Полтавский различает «всеобщую прелесть» и «собственно прелесть»: «В кратких словах, отличие „всеобщей прелести“ от прелести в собственном смысле, на основании сказанного, может быть выражено так. Прелесть всеобщая есть забвение и нечувствие своей греховности. Прелесть собственно так называемая есть приписывание себе праведности, в действительности не существующей. А если кажется человеку, что имеет он праведность, то эта праведность не божественная, а бесовская, чуждая благодати Божией и смирения» (Игнатий еп., Отечник, пар. 75).

## Прелесть и сумасшествие
По святителю Игнатию Брянчанинову, духовная прелесть может сопровождаться психическим расстройством. Об этом же свидетельствуют преп. Симеон Новый Богослов, преп. Григорий Синаит, преп. Амвросий Оптинский, Валаамский старец схиигумен Иоанн (Алексеев) и другие подвижники. Такое состояние официальная медицина часто расценивает как психическое расстройство с галлюцинациями, правда, по мнению некоторых представителей Церкви, нередко психиатры могут путать причину со следствием.

## Ложные дары
Согласно христианскому учению, иногда демоны могут «помогать» человеку. Эта «помощь» может состоять в сообщении человеку информации о каких-то важных вещах, в том числе богословских и очень сложных, а также может включать получение человеком сверхъестественных лжедаров, таких как: ложный дар исцеления, ложный дар чтения мыслей, ложный дар прозорливости, ложная непрестанная молитва, ложное бесстрастие, ложный дар изгнания бесов. Термин «ложный» здесь означает, что дар происходит не от Бога. Духовно неопытный человек, не имеющий достаточного понятия об истинных дарах Божиих, кому и при каких условиях они могут даваться, может легко принять такой лжедар за происходящий от Бога. Получение этих ложных даров человеком может сопровождаться каким-то видимым внешним событием, например, открытым явлением лже-«Христа», передающего такой дар, а может произойти постепенно и незаметно. Также человек может по самомнению и прежде времени (то есть до очищения от страстей) явно просить какой-либо дар у Бога, например, дар исцеления, но получить его от демонов, а может ничего такого явно и не просить, но внутренне считать себя достойным получения, то есть уже находиться в состоянии прелести «мнение». Митрополит Антоний Сурожский вспоминает, что когда он был молодым, у него была способность читать чужие мысли. И он попросил Бога: «Если это не от Тебя, рассей». И эта способность тут же пропала. Для гордого человека бывает сложно отвергнуть такой дар, посчитать себя недостойным его получения и попросить у Бога отнять дар. Помимо усиления самомнения, использование подобного лжедара «исцеления» может вести к возникновению навязчивой идеи самоубийства уже не только у самого «целителя», но и у его пациентов.

## Прелесть и сновидения
Несмотря на то, что Библия допускает существование вещих снов (ср. сновидения пророка Даниила — Дан. 7:2), некоторые православные богословы полагали, что сон может быть началом прелести. Лев Оптинский сообщает: «Должно ли верить снам, которые (по-видимому) живо представляют будущее? — Не должно. Хотя бы они в своем роде и действительны были, ибо чрез вероятие снов многие прельстились. Любомудрый старец Феостирикт, сочинивший Параклис Пресвятой Богородице, вверившись снам, наконец так прельстился, что погиб». Идея недоверия к снам прослеживается и у Иоанна Лествичника: «Бесы тщеславия — пророки в снах; будучи пронырливы, они заключают о будущем из обстоятельств и возвещают нам оное, чтобы мы, по исполнении сих видений, удивились и, как будто уже близкие к дарованию прозрения, вознеслись мыслию».

## Признаки прелести
- Благоухание (обонятельные галлюцинации)[3][8][15]
- Слышание голосов[36]
- Видение красных огоньков «в дымоватой среде»[8]
- Видение «светлых Ангелов» (их образ принимают на себя бесы)
- «Мокротная сладость» (эротическое, экстатическое состояние в момент видения)[8][10]
- Гордость («дмение», то есть надменность)[3]
- Самоубийство[15]
- Левитация (лёгкость, невесомость, полёт)[7]

## Причины
Преподобный Григорий Синаит пишет, что есть три причины прелести: «гордость, зависть бесов и наказательное попущение. Этих же причины суть: гордости — суетное легкомыслие (или тщеславие), зависти — преуспеяние, наказательного попущения за греховную жизнь. — Прелесть от зависти и гордого самомнения скорее получает исцеление, особенно если кто смирится. Но прелесть наказательная, — предание сатане за грех, — часто попущает Бог своим оставлением даже до смерти. Бывает, что и неповинные для спасения предаются на мучительство (бесов)».
Также старец Иосиф Исихаст указывает, что частой причиной прелести бывает утаивание грехов или помыслов от духовного отца на исповеди: «Ты видел монаха, которого постигло падение, который стал дезертиром? Это с ним случилось оттого, что он скрывал свои помыслы. <…> Видел человека в прелести? Это с ним произошло из-за помыслов».
Аналогично преподобный Силуан Афонский говорит о недоверии духовнику: «Помышляй, что в духовнике живёт Святый Дух, и он тебе скажет, что должно. Но если ты подумаешь, что духовник живёт нерадиво, и как может в нём жить Святый Дух, то за такую мысль ты сильно пострадаешь, и Господь смирит тебя, и ты непременно падешь в прелесть».

## Избавление
В православной аскетике считается, что желающий избавиться от прелести должен придерживаться следующего:
1. жизнь по Евангельским заповедям;
2. участие в таинствах церкви;
3. откровение помыслов духовному отцу и послушание[1]
4. Иисусова молитва (без посторонних помыслов — как греховных, так и нейтральных и кажущихся духовными, особенно без воображения Иисуса Христа, святых, картин Рая и т. п.);
5. смирение (смиренномудрие); «нищета духа»[7]
6. любовь ко всем ближним (и дальним);
7. благотворительность;
8. молитва о прельщенном человеке других людей праведной жизни.

Человек, увидевший в себе прелесть и начавший с нею борьбу, вступает, прежде всего, в мысленную брань с бесами. Мысленная брань и гордыня ослабляются какой-либо простой физической работой, поэтому, как пишет преподобный Иосиф Оптинский: «Таких прельщенных покойные наши Старцы определяли в черные труды. Так как прелесть есть следствие гордости и самомнения, то черною работою хотя несколько сбивается проклятая гордость. Не мешало бы и Вам свою Мавру заставить в кухне хоть что-нибудь помогать по ея силе, например, картофель чистить или посуду мыть и пр. А уединенную жизнь разрешать ей ни под каким видом не следует. Ибо, как Вы заметили, от этого она должна совсем с ума сойти. Часто сообщаться Св. Таин ей так же не следовало бы. Пусть бы духовник ея сначала склонил её к смирению и самоуничижению.». В монастыре прельщенного могут, например, послать на кухню мыть посуду или в коровник разгребать навоз, если же человек живёт в миру, то ослабить сильную прелесть может выполнение работы по дому.

## «Прелесть» в богослужебных текстах
Термин «прелесть» употребляется также в текстах, используемых в богослужении Православной Церкви; в частности, в Акафисте Божией Матери: «Радуйся, прелести пещь угасившая» (икос 5), «Радуйся, прелести державу поправшая» (икос 6). В «Акафисте Честному и Животворящему Кресту Господню» упоминается о «змиевой прелести», из-за которой пали прародители (кондак 1).
В Великом каноне преподобного Андрея Критского: «Воззрех на садовную красоту, и прельстихся умом; и оттуду лежу наг и срамляюся» (в понедельник, песнь 2), «О Троице Единице Боже, спаси нас от прелести, и искушений, и обстояний» (в понедельник, песнь 3), «Исава возненавиденнаго подражала еси, душе, отдала еси прелестнику твоему первыя доброты первенство» (во вторник, песнь 4).
В «Непорочных» в Великую Субботу: «Прельстися прелестник, прельстивыйся избавляется, премудростию Твоею Боже мой» (стих 151).